# Lavsjö
Lavsjö är en by och småort i Dorotea distrikt (Dorotea socken) i Dorotea kommun i Västerbottens län (Lappland). Orten var till 2000 av SCB klassad som småort, men sedan befolkningen minskat upphörde statusen som småort. Vid avgränsningen 2020 klassades bebyggelsen åter som småort. 
Lavsjö började bebyggas 1746 då den förste nybyggaren bosatte sig där. På 1850-talet öppnades den första affären och 1862 den första skolan. 1922-1923 drogs elektricitet till byn.

## Befolkningsutveckling
| Befolkningsutvecklingen i Lavsjö 1990–2023                    | Befolkningsutvecklingen i Lavsjö 1990–2023 | Befolkningsutvecklingen i Lavsjö 1990–2023 | Befolkningsutvecklingen i Lavsjö 1990–2023 | Befolkningsutvecklingen i Lavsjö 1990–2023 |
| ------------------------------------------------------------- | ------------------------------------------ | ------------------------------------------ | ------------------------------------------ | ------------------------------------------ |
|                                                               |                                            |                                            |                                            |                                            |
| År                                                            |                                            |                                            | Folkmängd                                  | Areal (ha)                                 |
| 1990                                                          | 1990                                       |                                            | 61                                         | 12#                                        |
| 1995                                                          | 1995                                       |                                            | 59                                         | 15#                                        |
| 2000                                                          | 2000                                       |                                            | 56                                         | 15#                                        |
| 2020                                                          | 2020                                       |                                            | 54                                         | 54#                                        |
| 2023                                                          | 2023                                       |                                            | 54                                         | 51                                         |
| Anm.: Upphörde som småort 2005. Ny småort 2020. # Som småort. |                                            |                                            |                                            |                                            |